# Nachrichtenstelle für den Orient

Sitz der Nachrichtenstelle für den Orient: Berlin, Mauerstraße 45/46

Die Nachrichtenstelle für den Orient (NfO) war eine während des Ersten Weltkrieges im Nahen Osten tätige Einrichtung des deutschen Generalstabs und des Auswärtigen Amtes. Sie war für pro-deutsche Propagandaaktivitäten in den Ländern des Orients und Britisch-Indiens zuständig und erfüllte zugleich nachrichtendienstliche Aufgaben.
Mit geringem Erfolg bemühte sich die Nachrichtenstelle darum, Soldaten islamischen Glaubens aus den französischen, britischen und russischen Heeren zum Überlaufen zu bewegen. Kriegsgefangene islamischen Glaubens wurden auf Veranlassung der Nachrichtenstelle im sogenannten „Halbmondlager“ bei Berlin konzentriert. Hier wurden islamische Praktiken wie Essgebote oder der Ramadan ausdrücklich berücksichtigt und für die Gefangenen die erste Moschee auf deutschem Boden errichtet. „Gastredner“ aus der Türkei versuchten, die Gefangenen zu agitieren und zum Seitenwechsel zu überreden. In Kriegsgefangenenlagern wurde eine Propagandazeitung mit dem Titel „El Dschihad“ verteilt.
Die Nachrichtenstelle unterstützte nationalistische und unabhängigkeitsorientierte Strömungen in den Ländern des arabischen, indischen und osmanischen Raumes, Persiens sowie Chinas,  um damit die deutsche Position im Nahen Osten, mittleren Osten und in Transkaukasien zu stärken und die Entente-Mächte Frankreich, Großbritannien und Russland zu schwächen. Die Politisierung des Begriffs „Dschihad“ in der islamischen Welt ist u. a. auf die Propagandaaktivitäten der Nachrichtenstelle zurückzuführen. Im Umfeld der NfO kam laut Wolfgang G. Schwanitz oft der Begriff „Islamismus“ auf. Dies im heutigen politischen Sinne, einst durch Kaiser Wilhelm II. als Kurzform für „Pan-Islamismus“ benutzt, wie ihn Max von Oppenheim vor der Palästinareise Kaiser Wilhelms II. 1898 dem Monarchen als mögliche verbündete Jihad-Bewegung beschrieben hat.

## Geschichte und Struktur

### Idee und Ausgangssituation
Die Beziehungen zwischen Deutschland und dem Osmanischen Reich waren zu Beginn des 20. Jahrhunderts sehr gut. Während sich Deutschland personell und waffentechnisch an militärischen Auseinandersetzungen der osmanischen Machthaber beteiligte, die deutschen Militärmissionen für eine Modernisierung der türkischen Armee sorgten, wurde mit dem prestigeträchtigen deutsch-osmanischen Großprojekt, dem Bau der Bagdadbahn, auch abgelegene Teile des Vielvölkerstaates erschlossen. Die aufsteigende Großmacht Deutschland versuchte damit, die Osmanen als Verbündete zu gewinnen. Das Osmanische Reich dagegen lag am Boden: Die europäischen Mächte sprachen wegen des stetigen wirtschaftlichen und politischen Niedergangs vom „kranken Mann am Bosporus“. Die „Orientalische Frage“, ob das Osmanische Reich fortbestehen oder als Kolonien aufgeteilt und so zerfallen würde, war ein bedeutender Aspekt in der Außenpolitik des Imperialismus.
Im August 1914 begann der Erste Weltkrieg. Der deutsche Orientalist und Diplomat Max von Oppenheim (1860–1946) übergab aus diesem Anlass im Oktober dem Auswärtigen Amt ein Memorandum mit dem Titel „Denkschrift betreffend die Revolutionierung der islamischen Gebiete unserer Feinde“. Darin schrieb er:

„In erster Linie haben wir gegenwärtig an unsere Selbstverteidigung zu denken, den Islam für uns auszunutzen und diesen jetzt nach Kräften zu stärken. […] Die Perfidie unserer Gegner gibt uns zudem das Recht, zu jedem Mittel zu greifen, das zu einer Revolutionierung der feindlichen Länder führen kann.“

Oppenheim hatte als deutscher Diplomat und Amateur-Archäologe im arabischen Raum viel Erfahrung gesammelt und galt als außenpolitischer Experte für das Osmanische Reich. Er sah großes Potential in der Möglichkeit, unter den Muslimen einen Heiligen Krieg (Djihad, arab. جهاد) gegen die Entente-Mächte Frankreich, Großbritannien und Russland zu entfachen, um so die eigene Kriegssituation zu verbessern. Oppenheim sah propagandistische Maßnahmen sowie ein Vorgehen des deutschen Heeres im Osmanischen Reich als notwendige Vorbedingungen einer Revolutionierung an. Für die Koordination dieser Vorhaben regte er die Gründung einer Nachrichtenstelle, die sich aus Orientalisten, arabischen oder türkischen Muttersprachlern und ausgebildeten Lektoren zusammensetzen würde und „angepasste wahrheitsgetreue Kriegsberichte (Aufrufe etc.)“ erarbeiten und verschicken sollte.
Die Denkschrift Oppenheims gelangte über den Unterstaatssekretär Arthur Zimmermann bis zu Reichskanzler Theobald von Bethmann Hollweg und Kaiser Wilhelm II. Während der Kaiser, dem viel daran gelegen war, die Osmanen als Verbündete zu gewinnen, den Plan wohlwollend betrachtete, herrschten im Auswärtigen Amt geteilte Meinungen. Insbesondere der liberale Diplomat und Orientexperte Friedrich Rosen, ein Gegenspieler Oppenheims, warnte eindringlich davor, religiösen Fanatismus zu schüren. Da allerdings der Generalstab unter Helmuth von Moltke die Pläne entschieden förderte, erfolgte im November die Gründung der „Nachrichtenstelle für den Orient“ durch das Auswärtige Amt und die Sektion Politik im Stellvertretenden Generalstab. Diese stand unter der Leitung des Diplomaten Rudolf Nadolny, der seit dem Kriegseintritt des Osmanischen Reiches auf Seiten der Mittelmächte am 3. November für die Zusammenarbeit der NfO mit dem Militär zuständig war.
Finanzielle Mittel für die NfO wurden aus dem allgemeinen Propagandahaushalt des Auswärtigen Amtes zur Verfügung gestellt. Die monatliche Grundfinanzierung betrug 5.000, die durch einen „eisernen Reservefonds für außergewöhnliche Aufgaben“ auf 8.000 erhöht wurde. Diese Summe reichte bei weitem nicht aus, weshalb Oppenheim Mittel aus seinem Privatvermögen beisteuerte. Die deutsche Zentrale der NfO war zunächst in fünf Räumen des Berliner Reichskolonialamtes untergebracht. Die Erweiterung der Aufgabenbereiche machte jedoch einen Umzug in die Tauentzienstraße 19a bald erforderlich. Zu Kriegsende wurden 32 Räume von der NfO genutzt.

### Organisation und Aufgaben

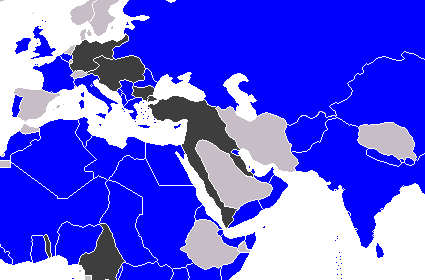
Erster Weltkrieg im Weiteren Mittleren Osten – beteiligte Staaten
Entente und Alliierte
Mittelmächte
neutrale Staaten

Die Propaganda unter den Muslimen Russlands, der Französischen Kolonien und des Britischen Empire zugunsten der deutschen Kriegführung war die zentrale Aufgabe der NfO. Dieser Bereich war in folgende vier Bereiche aufgeteilt:
1. Propaganda an den Fronten
2. Propaganda unter muslimischen Kriegsgefangenen
3. Propaganda in den Kolonien der Entente
4. Propaganda in den verbündeten Ländern und dem Deutschen Reich

Die NfO war ihrem Status nach aber weder eine Behörde noch ein privates Unternehmen. Ihre geheime Zusammenarbeit mit dem Auswärtigen Amt und dem Generalstab verliehen ihr aber einen halbamtlichen Charakter. In der Organisation ähnelte sie einer universitären Fakultät: Neben der Leitung existierte eine Kanzlei sowie eine Pressestelle. Daneben gab es sechs Abteilungen, die juristische, türkische, persische, arabische, indische und russische Angelegenheiten bearbeiteten. Außerdem waren die Redaktionen der Gefangenenzeitung und des Neuen Orients den Abteilungen gleichgestellt. Die gesamte Organisation oblag dem Leiter der Einrichtung, in den Anfangsjahren somit Max von Oppenheim. Um die Nähe zur muslimischen Bevölkerung zu vergrößern und die Arbeiten zu erleichtern, waren in den betreffenden Abteilungen jeweils auch Muttersprachler angestellt.
Als eine der ersten Tätigkeiten der NfO wurden die zu Kriegsbeginn in Berlin anwesenden Orientalen in Komitees zusammengefasst, aus denen sich nationale Organisationen für die Völker des Nahen Ostens bildeten. So entstanden etwa das „Indian Independance Committee“, das „Persische Komitee in Berlin“ und das „Komitee für die Unabhängigkeit Georgiens“. Diese Organisationen standen in ständigem Kontakt zur NfO. Oppenheim regte darüber hinaus die Gründung eines georgischen und eines tatarischen Stipendienfonds der „Deutsch-Georgischen Gesellschaft“ sowie den Aufbau einer „Deutsch-Persischen Gesellschaft“ an.
Die NfO verfügte über verschiedene Tochterorganisationen, darunter die sogenannte „Nachrichtensaal-Organisation“ an der deutschen Botschaft in Konstantinopel, die die Vertretung der Nachrichtenstelle im Osmanischen Reich darstellte. Im Verlauf des Ersten Weltkriegs wurden zahlreiche „Nachrichtensäle“, Verbindungsbüros der NfO, in der gesamten Region gegründet, etwa in Tiflis, Mossul, Damaskus und Jerusalem. Für die Koordination zwischen Berlin und den Stellen im Orient war die deutsche Botschaft verantwortlich. So fanden täglich mehrsprachige Berichte des deutschen Generalstabs den Weg bis tief in den Nahen Osten. Zur Verbreitung von propagandistischen Publikationen verfügte die Nachrichtenstelle über eine eigene Vertriebsstelle in Zürich und stand in enger Verbindung zu einigen Buchhandlungen in Lausanne, Amsterdam, Den Haag und Stockholm. Auf diese Weise sollte die deutsche Kriegspropaganda auch im neutralen Ausland Beachtung finden.
Neben der eigentlichen Propagandatätigkeit ging die NfO auch anderen Aufgaben nach. So war die Pflege persönlicher Kontakte zu orientalischen Kreisen im Deutschen Reich, der osmanischen Regierung und dem neutralen Ausland von großer Bedeutung. Außerdem wurde in Berlin ein den Orient betreffendes Zeitungsarchiv gegründet, dass vor allem dem Auswärtigen Amt zur Verfügung stand und anderen amtlichen Stellen Auskünfte erteilen konnte. Zu diesem Zweck beobachtete die NfO die orientalische, europäische und amerikanische Presse und gab periodische Übersichten der russischen, tatarischen, kaukasischen, türkischen, persischen und indischen Presse heraus. Diese Pressespiegel erleichterten die Arbeit der deutschen Diplomatie und des Generalstabs. Die NfO betätigte sich darüber hinaus als offizielle Zensurstelle von auf den Orient bezogene Schriften, Filmen und sogar Briefen für das Auswärtige Amt und den Generalstab. Ebenso wurde die Korrespondenz der muslimischen Kriegsgefangenen einer Zensur unterzogen. Daneben nahm die Nachrichtenstelle auf die deutsche Presse Einfluss, um bei dieser eine „überlegtere Wortwahl“ im Kontext Islam und Osmanisches Reich zu erzielen.

### Personelle Struktur
Die Nachrichtenstelle setzte sich zunächst „aus einigen schon längst mit Oppenheim irgendwie verbundenen Personen“ zusammen. Diese arbeiteten auf möglichst kollegialer Basis freiwillig und teilweise sogar unentgeltlich zusammen. Je weiter der Krieg fortschritt, desto stärker wurde der institutionelle Charakter der NfO. Im Jahr 1915 waren 15 deutsche und 20 orientalische Mitarbeiter in der Nachrichtenstelle beschäftigt. Außerdem gab es elf gelegentliche Übersetzer und elf sonstige Angestellte. Im Jahr 1918 bestand das Gesamtpersonal aus 59 Personen, inklusive einiger Kanzleidiener und Boten. Die deutschen Mitarbeiter waren überwiegend Orientalisten, Diplomaten oder Journalisten.

#### Leitung der Nachrichtenstelle
| Zeitraum                     | Leiter der NfO                                  |
| ---------------------------- | ----------------------------------------------- |
| November 1914 – März 1915    | Max von Oppenheim (1860–1946)                   |
| März 1915 – Februar 1916     | Karl Emil Schabinger von Schowingen (1877–1967) |
| Februar 1916 – November 1918 | Eugen Mittwoch (1876–1942)                      |

Im März 1915 wurde Max von Oppenheim, der Gründer und Initiator der Nachrichtenstelle, zur deutschen Botschaft nach Konstantinopel berufen. Aus diesem Grund ernannte er seinen Mitarbeiter Karl Emil Schabinger Freiherr von Schowingen für unbestimmte Zeit zu seinem Vertreter. Schabinger war Diplomat und Jurist, hatte allerdings bereits während seines Studiums starkes Interesse an Orientalistik entwickelt und bei Martin Hartmann Persisch und Türkisch gelernt. Bis zur Gründung der Nachrichtenstelle war Schabinger an der kaiserlichen Gesandtschaft in Tanger (Marokko) als Dolmetscher tätig gewesen. Mit der Übernahme der Leitung der NfO wurde ihm der Titel „Konsul“ verliehen. Schabinger blieb bis zum 22. Februar 1916 im Amt, bevor er vom Auswärtigen Amt an das deutsche Generalkonsulat nach Jerusalem versetzt wurde. Seine Nachfolge trat Eugen Mittwoch an. Mittwoch wurde nicht mehr halboffiziell von Oppenheim selbst ernannt, sondern vom Auswärtigen Amt beauftragt. Mittwoch war Professor für Islamwissenschaften und leitete die NfO bis zu ihrer Auflösung bei Kriegsende. In den 1920er Jahren engagierte sich Mittwoch, der gleichzeitig ein bedeutender jüdischer Gelehrter war, für den Aufbau einer jüdischen Heimstatt in Palästina. 1924 baute er als Gastprofessor der Hebräischen Universität in Jerusalem den dortigen Lehrstuhl für Semitistik auf. Er war einer der ersten Deutschen, die fließend Iwrith sprachen. Nach seiner Emigration nach London Ende der 1930er Jahre arbeitete er zusammen mit Ernst Jäkch für die Nahostabteilung des Britischen Informationsministeriums.

#### Deutsche Mitarbeiter
Unter den deutschen Mitarbeitern waren die einflussreichen Orientalisten Martin Hartmann, Helmuth von Glasenapp und Willy Spatz. Martin Hartmann lehrte seit 1887 Arabisch am Orientalischen Seminar in Berlin und setzte sich als Mitbegründer der Deutschen Gesellschaft für Islamkunde für die Anerkennung der Islamkunde als eigenständige wissenschaftliche Disziplin ein. Die Gesellschaft gab die Welt des Islams als Vereinsorgan heraus. Für seine Berufung in die Nachrichtenstelle hatte sich sein ehemaliger Schüler Karl Emil Schabinger von Schowingen eingesetzt. Zu den weiteren Mitarbeitern zählten der aus der Schweiz stammende Journalist Max Rudolf Kaufmann (ab 1952 in Bonn Leiter des Orientreferats von Inter Nationes), der über Kontakte zur Presse im Deutschen Reich und dem neutralen Ausland verfügte, sowie Nahum Goldmann, der spätere Präsident des jüdischen Weltkongresses, der damals als Autor deutscher Propagandaschriften arbeitete. Kaufmanns Vater betrieb in Zürich eine Tarnfirma, den „Orientverlag“, die Propagandaschriften der Nachrichtenstelle aus der neutralen Schweiz heraus vertrieb. Der Schweizer Kaufmann war 1916 in der Türkei verhaftet und nach Deutschland abgeschoben worden, weil er Informationen über den desolaten Zustand der türkischen Truppen an der Kaukasusfront nach Berlin weitergeleitet hatte. Er gehörte in Istanbul zum Kreis der Korrespondenten der liberalen Frankfurter Zeitung unter der Führung von Paul Weitz, der ein wichtiger Informant der Reichsregierung zu Ereignissen im Balkan und in Nahost war und gleichzeitig ein scharfer (interner) Kritiker des jungtürkischen Regimes und Augenzeuge des Völkermordes an den Armeniern Anatoliens.
Der junge Orientalist Helmuth von Glasenapp hatte sich zu Kriegsbeginn freiwillig für den Militärdienst gemeldet, musste jedoch wegen einer Verletzung nur wenige Wochen später von der Front zurückkehren. Um dennoch, wie er sich wünschte, einer „kriegswichtigen Beschäftigung“ nachgehen zu können, wandte er sich an den persönlichen Bekannten seines Vaters Otto Georg Bogislaf von Glasenapp, den liberalen Staatssekretär des Kolonialamtes Wilhelm Solf. Solf verwies den jungen Glasenapp an Max von Oppenheim, der zu diesem Zeitpunkt die NfO gründete. Wegen seiner Kenntnisse der Indologie nahm Oppenheim ihn in seinen Mitarbeiterstab auf. Glasenapp war in der Nachrichtenstelle für die Umsetzung der Propaganda in Britisch-Indien zuständig und verfügte über gute Beziehungen zum indischen Nationalkongress. Gleichzeitig gehörten die orientalischen Kriegsgefangenen zu seinem Aufgabenfeld: So verfasste er die deutschen Texte für die Gefangenenzeitung.
Eine Verbindung zwischen den deutschen Mitarbeitern der NfO bestand über das Seminar für Orientalische Sprachen in Berlin. Diese renommierte akademische Einrichtung brachte viele bedeutende Orientalisten hervor und sorgte für eine überdurchschnittlich gute Sprachausbildung zahlreicher deutscher Diplomaten und Kolonialbeamter. Das Seminar hatte in der Bildungslandschaft eine Sonderstellung inne und wurde vom Deutschen Reich gemeinsam mit dem Königreich Preußen betrieben. Die finanziellen Mittel stammten aus dem Etat des Auswärtigen Amtes. Das Seminar für orientalische Sprachen war im Kaiserreich eine Kaderschmiede für die deutsche Diplomatie im Osmanischen Reich und somit für die NfO von herausragender Bedeutung.

#### Orientalische Mitarbeiter

Şālih aš-Šarīf at-Tūnisī – Mitarbeiter der Nachrichtenstelle für den Orient

Die rund 20 orientalischen Mitarbeiter der Nachrichtenstelle versuchten durch eine Hinwendung zum Deutschen Reich, das sich in der Region einer gewissen Beliebtheit erfreute, ihre eigenen Interessen besser zu verfolgen: Dies bedeutete eine Gratwanderung zwischen Patriotismus und Unabhängigkeitsstreben einerseits und Kollaboration andererseits. Die Leitung der NfO blieb daher stets misstrauisch und überwachte die Tätigkeit dieser Mitarbeitergruppe sehr genau. Die Nachrichtenstelle versuchte ihrerseits auf verschiedenen Wegen, muslimische Mitarbeiter anzuwerben. Einige kamen auf Empfehlung der osmanischen Seite, andere wurden aus den Gemeinden der orientalischen Exilanten, u. a. in der Schweiz, durch Mitarbeiter der NfO angeworben.
Unter den Orientalen, die mit der NfO zusammenarbeiteten, ist der Tunesier Şālih aš-Šarīf at-Tūnisī (1866–1920). Dieser stammte aus einer traditionsreichen Gelehrtenfamilie und war seit 1889 Professor an der Zitouna-Universität in Tunis. 1906 ging er infolge der französischen Okkupation Tunesiens ins Exil. Er emigrierte zunächst nach Konstantinopel und später nach Damaskus. In dieser Zeit knüpfte er Kontakte zu bedeutenden Persönlichkeiten des Osmanischen Reichs, wie etwa Ismail Enver. Dieser vermittelte ihm über den Botschafter Hans von Wangenheim die Tätigkeit an der Nachrichtenstelle in Berlin. Zusammen mit Karl Emil Schabinger von Schowingen reiste er als Propagandist an die Westfront, wo versucht wurde, muslimische Soldaten des französischen Heeres zum Desertieren zu bewegen. Später war Şālih aš-Šarīf at-Tūnisī für die deutsche Propaganda im sogenannten „Weinberglager“ für muslimische Kriegsgefangene in Zossen verantwortlich.
Die deutschen Kriegsgefangenenlager stellten das wichtigste Tätigkeitsfeld für die orientalischen Mitarbeiter dar. Dort verbreiteten sie z. B. als Imame die Propaganda der Nachrichtenstelle. Neben dem „Weinberglager“ in Zossen, in dem diese Aufgabe überwiegend von Tataren wahrgenommen wurde, existierte in Wünsdorf das „Halbmondlager“ mit über 30.000 muslimischen Gefangenen. Dort arbeitete der algerische Oberleutnant Rabah Būkabūya für die Deutschen. Er war zur Entente übergelaufen und trat unter dem Pseudonym El Hadj Abdallah als Prediger und Autor propagandistischer Broschüren auf.
Ein weiterer bedeutsamer orientalischer Mitarbeiter der NfO war Abd al-Azīz Šāwīš (1876–1929). Nach seiner Ausbildung an der Al-Azhar-Universität in Kairo war er Herausgeber der Zeitschrift al-Liwa’, dem Zentralorgan der ägyptischen Unabhängigkeitsbewegung, geworden und infolgedessen mehrfach von den Briten gefangen genommen worden. Für die Nachrichtenstelle gab er seit 1916 in Berlin die Zeitschrift Die islamische Welt heraus.
Die NfO arbeitete auch eng mit dem Indian Independence Committee (Indisches Unabhängigkeitskomitee) zusammen. Während der ersten Hälfte des Krieges bestanden die wichtigsten Aufgaben des Komitees sowohl aus der Durchsetzung der eigenen, antikolonialen Interessen, als auch aus der Erfüllung der Erwartungen und Ziele des Auswärtigen Amts und der NfO. Dies zeigt sich in der Involvierung von Mitgliedern des Komitees in Werner Otto von Hentigs Afghanistan Mission und einer am Persischen Golf geplanten Mission, in der indische Soldaten davon überzeugt werden sollten, nicht gegen türkische Truppen zu kämpfen. Die propagandistische Hindi- und Urdu-sprachige Lagerzeitung Hindostan, die im „Halbmondlager“ verteilt wurde, entstand in Zusammenarbeit von Mitgliedern des Komitees und der NfO.

## Propaganda der Nachrichtenstelle

### Propagandamittel

Die Wahrheit über den Glaubenskrieg, Propagandabroschüre der Nachrichtenstelle

Zu den Propagandamitteln der Nachrichtenstelle für den Orient gehörten Flugblätter, Aufrufe, Kriegsberichte, Zeitschriften und Zeitungen, Bücher, Broschüren, Bilderbogen und sogar Filme. Bis Ende 1915 hatte die NfO 386 verschiedene Publikationen in insgesamt 20 Sprachen herausgegeben. Die Wahl der Propagandamittel orientierte sich stets am jeweiligen Einsatzgebiet. Den größten Anteil machten die Flugblätter aus, die massenweise an den Fronten von Flugzeugen über feindlichen Stellungen abgeworfen wurden, in denen muslimische Soldaten vermutet wurden. Die Zielgruppen waren vor allem die Nordafrikaner in der französischen Armee (Zuaven und Turkos), daneben auch Inder in der British Army sowie Georgier und Zentralasiaten in der Kaiserlich Russischen Armee. Deutsche Propaganda im verbündeten osmanischen Heer war dagegen strengstens untersagt worden.
Broschüren und Bücher sollten vor allem im neutralen Ausland Einfluss auf die öffentliche Meinung ausüben. Die größte zusammengehörende Publikation der NfO war die Übersetzung einer umfangreichen Kriegschronik. Ab 1916 erschien eine Orientausgabe des Bildwerkes Der große Krieg in Bildern in den Sprachen Arabisch, Türkisch, Persisch und Urdu. So stammten nicht alle Veröffentlichungen aus der Feder von Mitarbeitern der Nachrichtenstelle. Viele Texte sind anonym verfasst worden oder stammten von muslimischen Gelehrten und wurden lediglich von der NfO auf ihre Tauglichkeit als Propaganda geprüft und danach veröffentlicht.
Die Einflussnahme auf die Presse war ein weiterer Aspekt der Propaganda-Tätigkeit. Aus diesem Grund beteiligte sich Max von Oppenheim 1916 an der Gründung einer arabischsprachigen, deutsch-freundlichen Zeitung mit dem Namen Al Šark in Damaskus. Seit diesem Jahr erschien in Berlin auch die persische Zeitung Kaweh in Zusammenarbeit mit der Nachrichtenstelle. Darüber hinaus rief die NfO zwei eigene, offizielle Organe ins Leben: Das Korrespondenzblatt und die Zeitschrift Der Neue Orient.

## Publikationen
- Der Neue Orient, Zeitschrift
- El Dschihad, Zeitschrift